# Batalla de Prats del Rey

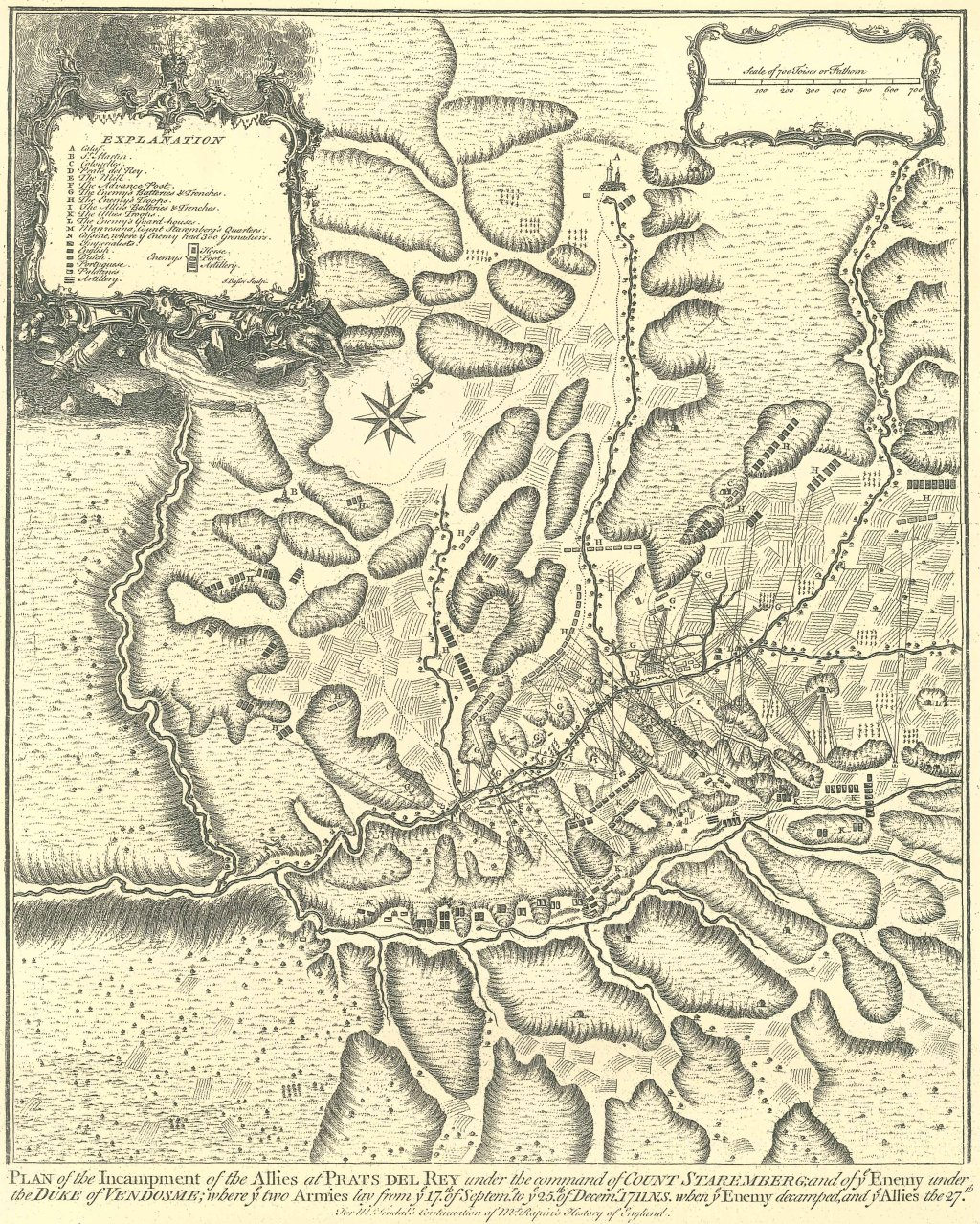
Plano de la batalla

La batalla de Prats del Rey fue un enfrentamiento de posiciones que se libró entre septiembre y diciembre de 1711 paralelamente al sitio de Cardona. La batalla se enmarca en la ofensiva borbónica lanzada a finales de 1711 tras el Sitio de Brihuega y la Batalla de Villaviciosa con el objetivo de reconquistar Cataluña antes de las conversaciones del Tratado de Utrecht, que se iniciaron en enero de 1712.

## Hechos
El 17 de septiembre de 1711 las tropas austracistas tomaron posiciones en la localidad de Prats del Rey intentando cerrar el paso al ejército borbónico, que a las órdenes del mariscal duque de Vendôme, llevaban también piezas de artillería. Ambos ejércitos quedaron se situaron en el campo de batalla y la villa fortificada quedó justo en medio de ambos. Al día siguiente, el duque de Vendôme ordenó bombardearlo. Para impedir la pérdida de la villa, el mariscal Guido von Starhemberg ordenó que fuera ocupado y la construcción de trincheras desde su campo para el relevo de tropas. Durante todo el mes de septiembre tuvieron lugar reencuentros entre ambos ejércitos, hasta que finalmente el ejército austracista recibió el tren de artillera que esperaba. Durante todo octubre continuó el bombardeo de la villa y de las posiciones de ambos contendientes tal cual fuera un sitio en las formas propio del siglo XVIII. Finalmente las tropas borbónicas consiguieron el derrumbe de un tramo de muralla y empezaron a cavar minas y contraminas desde sus trincheras. Durante el mes de noviembre las tropas del duque de Vendôme ganaron parte de la villa, donde se libró un combate casa por casa y cuerpo a cuerpo por las calles; a su vez y desde el castillo se seguía una feroz defensa. Desde Prats del Rey cada día salían partidas del campamento aliado con hombres y pólvora para ayudar a los defensores del sitio de Cardona, que finalmente derrotaron el ataque borbónico. Ante la derrota en los muros de Cardona, los borbónicos comenzaron una retirada de Prats del Rey el 24 de diciembre de 1711.

## Consecuencias
La doble derrota en la batalla de Prats de Rey y en el sitio de Cardona provocó que el fin de la Guerra de Sucesión Española no se diera en el campo de batalla, sino en la mesa de negociaciones de Utrecht en 1713, cuando el emperador Carlos de Austria firmó el Convenio para la evacuación de Cataluña. Así mismo permitió que el centro de Cataluña permaneciera bajo el dominio austracista hasta julio de 1713, cuando los Tres Comunes de Cataluña proclamaron unilateralmente la continuación de la guerra, contraviniendo lo firmado entre Carlos de Austria y Felipe V propagando con ello la Guerra de Sucesión Española en Cataluña.